# Alexandre Roudine
Alexandre Izraïlevitch Roudine (en russe : Александр Израилевич Рудин, transcription anglaise : Alexander Rudin ; né à Moscou en 1960) est un chef d'orchestre et violoncelliste russe.

## Biographie
Il étudie à l'institut Gnessine, le piano avec Ponizovkine et le violoncelle avec Yevgrafov. Il remporte de nombreux prix entre 1976 et 1982.

## Discographie

### Instrumentiste
- Concertos pour violoncelle de Dmitri Kabalevski, Naxos 8.553788, 1997 ;
- Concertos pour violoncelle de Alexandre Glazounov, Naxos 8.553932.

- 6 Suites pour violoncelle seul de Johann Sebastian Bach, Naxos 8.555992-93, 2002

### Chef d'orchestre
- Mikhaïl Glinka, Orchestral Works, Fuga Libera, 2009 ;
- Boris Tchaïkovski, Chamber symphony - Sinfonietta for Strings, Hypérion.